# Schiaparelli EDM
Schiaparelli EDM foi o Módulo Demonstrador de Entrada, Descida e Pouso (EDM - sigla em inglês) do projeto ExoMars. Foi construído na Itália e concebido para testar a tecnologia para um futuro pouso suave na superfície de Marte.
Foi lançado juntamente com o ExoMars Trace Gas Orbiter (TGO), em 14 de março de 2016 e fez uma tentativa de pouso em 19 de outubro de 2016, mas o sinal foi perdido segundos depois do seu para-quedas ser cortado.
Devido a erro informático após uma falha de cálculo na altitude a nave esbarrou no planeta vermelho a 540 km/h. A informação errada gerou uma altitude estimada que era negativa. Ou seja, abaixo do nível do solo. Isso resultou na abertura do para-quedas e da criação do escudo térmico de forma prematura, assim como um disparo dos propulsores de travagem e a ativação dos sistemas terrestres, como se a Schiaparelli já tivesse aterrado. Na realidade, o veículo estava ainda a 3.7 quilómetros de altitude
Apesar do pousador parecer ter sido paralisado, a missão foi declarada um sucesso, porque cumpriu a sua função primária de testar o sistema de aterragem do ExoMars 2020 e coletar dados de telemetria, que foram recuperados.

## Especificações técnicas
- Diâmetro: 2,4 metros (com o escudo térmico); 1,65 m sem o escudo.
- Massa: 577 quilos
- Estrutura: alumínio reforçado com fibra de carbono e polimero
- Paraquedas: 12 metros de diâmetro
- Propulsão: três grupos de três motores alimentados com hidrazina.[5]